# パブロ・イニゲス
パブロ・イニゲス・デ・エラディア・ララス（Pablo Íñiguez de Heredia Larraz, 1994年1月20日 - ）は、スペイン・バレンシア州バレンシア出身のサッカー選手。エルクレスCF所属。ポジションはディフェンダー。

## 経歴

### クラブ
バレンシア出身であり、9歳だった2003年、地元のビジャレアルCFの下部組織に入団した。2011年11月19日にはトップチームのレアル・ベティス戦でベンチ入りし、UEFAチャンピオンズリーグのバイエルン・ミュンヘン戦でもベンチ入りしたが、これらの際には出場機会は訪れなかった。18歳の誕生日を迎える1週間前の2012年1月14日、セグンダ・ディビシオン（2部）のFCカルタヘナ戦でビジャレアルCF Bでの初出場を飾り、2011-12シーズンはビジャレアルBで6試合に出場したが、チームはセグンダ・ディビシオンB（3部）に強制降格となった。ビジャレアルBでのデビューからおよそ1年後の同年12月2日、エルチェCF戦 (0-1) でトップチームデビューした。

### 代表
2011年にはU-17スペイン代表に選出され、UEFA U-17欧州選手権エリートラウンドではベルギー戦、北アイルランド戦、イングランド戦の全3試合に先発出場した。最終戦のイングランド戦 (1-2) ではロスタイム（80＋4分）にチーム唯一となる得点を挙げたが、4ヶ国中2位でエリートラウンド敗退に終わった。2012年にはU-20スペイン代表に選出された。2013年にはU-19スペイン代表としてUEFA U-19欧州選手権本大会に出場し、グループリーグのポルトガル戦とオランダ戦、準決勝のフランス戦に出場したが、チームはフランスに敗れてベスト4に終わった。